# Cossacks: European Wars
Cossacks: European Wars (letteralmente "cosacchi: guerre europee") è un videogioco di strategia in tempo reale per computer, ambientato in Europa fra il XVII secolo e il XVIII secolo; sviluppato da GSC Game World e pubblicato da CDV in data del 2002.
Il gioco, con paesaggio, unità e strutture 2D, è dotato di realismo molto elevato, con la capacità di controllare grandi numeri di unità (fino anche a 8 000).
Il gioco ha avuto due espansioni, Cossacks: Art of War e Cossacks: Back to War, e due seguiti, Cossacks II: Napoleonic Wars e Cossacks 3. Esiste anche una versione Anthology su GOG.com, comprendente sia il gioco iniziale che le due espansioni.

## Modalità di gioco
Questo gioco, contrariamente ad altri giochi simili come Age of Empires, ha un motore grafico meno dettagliato, ma che comporta una velocità di gioco di gran lunga maggiore. Essendo il gioco molto fedele storicamente, vi si trovano numerose unità militari che sono davvero esistite e hanno combattuto, in particolare, la guerra dei trent'anni. Si possono inoltre ricreare città e paesaggi molto simili a quelle del XVII secolo grazie ad un vasto editor degli scenari presenti nel menu principale. L'intelligenza artificiale riproduce fedelmente guerre e attacchi, anche a ritmo incessante. Ci sono 5 campagne storiche, una decina di missioni, e la possibilità di giocare su mappe generate casualmente.
Esistono sei risorse base nel gioco: oro, legname, cibo, pietra, ferro e carbone. Oro, ferro e carbone si raccolgono tramite apposite miniere che si costruiscono nei rispettivi giacimenti e vanno riempite di contadini, il cibo si raccoglie tramite i campi agricoli e le imbarcazioni da pesca, e il legname e la pietra si raccolgono semplicemente mandando contadini a spaccare legna o rocce. È sempre importante tenere d'occhio le risorse attuali, in quanto il loro esaurimento provoca penalità tremende: le unità perderanno salute e moriranno se non c'è più cibo, i mercenari si ribelleranno e gli equipaggi delle navi si ammutineranno se non c'è più oro, le macchine d'assedio smetteranno di funzionare se non c'è più ferro e/o carbone, e le strutture decadranno se non c'è più legname o pietra. La forza di lavoro economica consiste in contadini che possono svolgere numerosi compiti e anche attaccare i nemici, che però possono catturarli nel caso non siano protetti da unità militari amiche.
Cossacks si distingue da molti altri strategici dal fatto che le unità possono combattere in formazione o anche singolarmente. Le formazioni di fanteria (in puro stile reggimenti) si ottengono riunendo un ufficiale, un tamburiere e un gruppo di 15, 36, 72, 120 o 196 fanti dello stesso tipo, e possono adottare tre schemi diversi; anche la cavalleria può creare formazioni, ma senza bisogno di un ufficiale e un tamburo. Le unità in formazione possono "mantenere la linea", migliorando la difesa e il morale. È possibile addestrare ufficiali e suonatori di tamburo una volta costruito un'accademia, o un minareto suo equivalente se si gioca con l'Algeria e la Turchia.
L'artiglieria si divide in mortai, cannoni, cannoni multipli e obici, e ogni macchina, il cui raggio, precisione e costi e tempi di produzione possono essere migliorati tramite l'accademia, è adatta a un certo tipo di situazione: il mortaio è utile per bombardare edifici e navi nemiche da lontano, danneggiando le unità nei pressi del bersaglio, amiche o nemiche che siano; il cannone possiede un buon raggio, migliorabile tramite apposite ricerche, ed è molto potente, anche se non tanto contro le strutture; il cannone multiplo è in grado di sparare una raffica di colpi in virtù del suo aspetto, e si ricarica più in fretta; l'obice possiede il raggio più corto ma anche la maggiore potenza, e i loro colpi sono efficaci contro i soldati e possono superare le mura. Queste unità possono essere catturate dal nemico come lo si fa con i contadini.
Nelle mappe in cui è presente almeno un corpo d'acqua sufficientemente grande, è possibile costruire un porto, dove si possono costruire pescherecci, imbarcazioni da trasporto, galee, fregate, xebec (solo per gli Ottomani) e una nave del XVIII secolo, alcune delle quali si usano per il dominio navale o il bombardamento costiero.
Le unità da tiro, come i moschettieri, impiegano tempo per ricaricare le loro armi, rendendosi molto vulnerabili al corpo a corpo, e dato che richiedono una certa distanza per sparare i loro colpi, l'avvicinarsi del nemico li porterà ad allontanarsi per tentare di colpire di nuovo. I granatieri possono invece distruggere edifici con le loro granate e ingaggiare il nemico in attacchi sia a distanza che da mischia. Gli edifici che producono unità militari, ossia le caserme, le scuderie e gli arsenali, possono essere solo distrutti da artiglieria e granatieri, mentre quelli civili, tra cui i municipi, possono essere catturati con i soliti metodi, ma può capitare che prendano fuoco fino a saltare in aria quando la loro salute si esaurisce.

### Unità
I principali tipi di unità presenti nel gioco sono i seguenti:
- Cittadini: unità che raccolgono le risorse, costruiscono tutti gli edifici, e hanno la capacità di combattere, anche se possiedono una capacità di attacco molto limitata e possono essere catturate dal nemico se lasciati incustoditi;
- Fanteria: unità militari che possono combattere corpo a corpo, come i picchieri, oppure sparare, come i moschettieri;
- Cavalleria: unità militari che combattono dal cavallo e si spostano molto velocemente, ma costano e consumano più risorse;
- Artiglieria: unità militari con attacco molto potente, ma con scarsa mobilità e difesa, e che possono essere catturate dai nemici. I pezzi disponibili sono il cannone, il mortaio, l'obice ed il cannone multiplo.
- Navi: unità militari o civili e che possono spostare le truppe da un'isola ad un'altra oppure attaccare altre navi o edifici vicino alla costa. Costruire e mantenere le navi richiede un grande dispendio di risorse, soprattutto legno e carbone;
- Sacerdoti: unità spirituali che hanno il potere di curare i soldati feriti in battaglia

### Edifici
In Cossacks sono presenti molti edifici, ognuno con una precisa funzione.
- Municipio: è il primo edificio che si può costruire e permette di creare contadini
- Mulino: consente di raccogliere il cibo; in mancanza di un mulino i contadini si recano al municipio più vicino.
- Magazzino: serve per la raccolta di legno e pietra e deve essere costruito vicino ai punti di raccolta. Il municipio funge sì anche da magazzino, ma la mancanza di un magazzino impedisce la costruzione di alcuni edifici, come i cantieri navali.
- Miniera: si costruisce sui giacimenti e consente la raccolta di oro, ferro e carbone, a seconda della risorsa.
- Chiesa: consente di convocare i sacerdoti.
- Fucina: permette di creare una caserma, ed esegue alcuni potenziamenti di vario genere.
- Caserma: consente di reclutare i soldati di fanteria. Evolvendo al secolo successivo si può costruire un nuovo tipo di caserma.
- Scuderia: consente di reclutare soldati a cavallo, e può essere costruita solo dopo la caserma. Al progredire verso il nuovo secolo, consente di reclutare un maggior numero di tipologie di unità a cavallo.
- Fabbrica d'Artiglieria: costruisce e potenzia i vari pezzi d'artiglieria, e si può costruire solo dopo la scuderia.
- Mercato: serve per scambiare risorse.
- Accademia: realizza potenziamenti (ce ne sono circa 40, ma il loro numero varia a seconda delle nazioni).
- Torre: spara automaticamente contro i nemici nelle vicinanze tramite cannoni.
- Mura: protegge efficacemente dalle truppe nemiche, è disponibile in due varianti, legno o pietra, e con la possibilità di inserire un portone.
- Cantiere Navale: permette la costruzione di imbarcazioni per la pesca, l'esplorazione, la guerra e il trasporto di truppe. Il cantiere navale portoghese è munito di cannoni.

### Fazioni
Sono presenti 16 fazioni con cui si può giocare in Cossacks: European Wars, più altre 4 che si aggiungono con le espansioni. Ogni fazione ha una o più unità speciali e uniche che la caratterizzano. Inoltre, le diverse fazioni hanno anche diversi alberi tecnologici con cui si possono evolvere, e quindi possono svolgere determinate ricerche per migliorare le loro unità. Questo rende le fazioni molto diverse fra loro, con i loro vantaggi e svantaggi. In generale le fazioni europee sono fra loro molto simili, ad eccezione dell'Ucraina, che presenta alcune differenze fondamentali; la Turchia e l'Algeria hanno invece meccaniche del tutto distinte dalle altre fazioni, a sottolineare la loro appartenenza a culture diverse.
- Algeria
- Austria
- Baviera (espansione)
- Danimarca (espansione)
- Francia
- Inghilterra
- Olanda
- Piemonte
- Polonia
- Portogallo
- Prussia
- Russia
- Sassonia
- Spagna
- Svezia
- Svizzera (espansione)
- Turchia
- Ucraina
- Ungheria (espansione)
- Venezia

## Accoglienza
| Testata                           | Giudizio |
| --------------------------------- | -------- |
| GameRankings (media al 6-05-2018) | 78%      |
| Metacritic (media al 30-01-2020)  | 74/100   |
| Eurogamer                         | 8/10     |
| Gamespot                          | 7.1/10   |
| IGN                               | 7.5/10   |
| PC Zone                           | 8.9/10   |
| ESC Magazine                      | 9/10     |

Il gioco ha ricevuto un'accoglienza positiva, con un 77.17% su GameRankings in base alle sue 26 recensioni e un 74/100 su Metacritic in base alle sue 16 recensioni.
Oltre che a ricevere un'accoglienza positiva, Cossacks: European Wars ha vinto un premio per eccellenza PC Zone e il premio Strategy Player Game of the Month. Inoltre, Cossacks ha venduto almeno 500 000 copie in tutto il mondo a dicembre 2001., successo che l'ha reso uno dei più grandi titoli della CDV, insieme a Sudden Strike. A settembre 2002, le vendite superarono le 650 000 copie, mentre l'intera serie Cossacks raggiunse il milione di unità alla fine dell'anno.

## Espansioni

### Art of War
Uscita il 1º aprile 2002, la prima espansione standalone Art of War aumenta il limite di unità controllabili a 8.000, cinque nuove campagne, le nazioni di Danimarca e Baviera, un editor di mappe e la possibilità di creare mappe 16 volte più grandi del normale.

### Back to War
Uscita il 18 ottobre 2002, la seconda espansione in standalone Back to War aggiunge due nuove nazioni, la Svizzera e l'Ungheria, nuove mappe, una campagna tutorial e un editor di mappe. L'espansione presenta anche una mod su CD chiamata Mod1 o Baddog's mod, sviluppata da Shaun Fletcher, che aggiunge numerose unità e vari tipi di cannone e modifica alcuni parametri come i tempi e i costi di costruzione e aggiornamento.

### Campaign Expansion
Uscita il 1º novembre 2002, il contenuto scaricabile per Back to War comprende le nove campagne e le 63 missioni presenti nel gioco originale e nell'espansione Art of War.